# Tony Reno
Tony Peter Niemistö (10 de febrer de 1963, Danderyd, un suburbi d'Estocolm, Suècia) és un músic suec d'ascendència finlandesa. És més conegut com a Tony Reno, el bateria original del grup suec de rock dur Europe.
Tony comença amb el grup Force el 1979, juntament amb el vocalista i teclista Joey Tempest, el guitarrista John Norum i el baixista Peter Olsson. Posteriorment es van anomenar Europe.
Va gravar amb aquesta agrupació els seus primers dos àlbums d'estudi, Europe i Wings of Tomorrow. Va marxar a correcuita d'Europe abans de la segona gira de concerts amb Wings of Tomorrow, el 1984. Segons es va publicar, va ser acomiadat a causa de la seva manca de motivació i a la suposada pèrdua de ritme en els assajos. El va reemplaçar n'Ian Haugland.
Sobre la seva sortida, els altres membres del grup opinen que no es prenia seriosament els assajos amb el grup. "Ell tenia una actitud indiferent", va dir en John Norum; "Creia que era més important ésser a casa amb la seva xicota que no pas assajar. I quan li ho vaig comentar, es va posar a riure.". En Thomas Erdtman (manager del grup) va enviar una carta a en Tony i li va dir que estava acomiadat. "Va ser com un llamp en un cel clar", va dir el bateria. "No tenia ni idea de per què em van acomiadar. De sobte em trobava sol. Els altres també afluixaven el ritme dels assajos de tant en tant", va etzibar. D'altra banda va finalitzar Norum en una entrevista amb Sweden Rock Magazine en 2004: "Avui en dia estem en contacte de nou, però tan aviat com li esmentem Europe ell no vol ni parlar-ne".
En 1986, a la cimera de la popularitat del seu antic grup, en Tony es va incorporar al grup de rock de crítica contra la corrupció política anomenat Geisha, reemplaçant en Mikkey Dee.
Tony Niemistö va canviar el seu cognom (de nou) a un més anglosaxó (igual que altres dels seus antics companys d'Europe), per anomenar-se Tony Lace. Aquest cognom el va utilitzar molt poc, tornant finalment a fer ús del seu cognom escandinau.
Geisha va publicar l'àlbum Phantasmagoria en 1987, i es va dissoldre dos anys més tard. El vocalista de Geisha (en Yenz Cheyenne), després va formar el grup =Y=, i tony s'hi va afegir. van publicar un EP (=Y=) el 1991, i un àlbum (Rawchild) en 1992.
Tony viu actualment a Upplands Väsby, Estocolm, on treballa per a una companyia de computadores, retirat completament de la vida musical.

## Discografia
Europe
- Europe (1983)
- Wings of Tomorrow (1984)

Geisha
- Phantasmagoria (1987)

=Y=
- =Y= (1991)
- Rawchild (1992)